# Hillion
Hillion település Franciaországban, Côtes-d’Armor megyében. Lakosainak száma 4304 fő (2022. január 1.). Hillion Coëtmieux, Langueux, Pommeret, Yffiniac és Lamballe-Armor községekkel határos.

## Népesség
A település népességének változása:
| Lakosok száma | 2235 | 3232 | 3591 | 4001 | 4066 | 4097 | 4137 | 4183 | 4246 | 4304 |
|               | 1968 | 1982 | 1990 | 2006 | 2013 | 2015 | 2017 | 2019 | 2020 | 2022 |